# Tiziano Aspetti

Bronzeplastik im Getty Center (um 1600)

Tiziano Aspetti (* ca. 1559 in Padua; † 1606 in Pisa, in anderen Quellen 1565–1607) war ein italienischer Bildhauer des Barock.

## Leben
Aspetti erlernte im heimischen Familienbetrieb die Kunst des Bronzegießens, bevor er bei Girolamo Campagna Bildhauerei studierte. Obwohl er auch hin und wieder zu öffentlichen Projekten Beiträge ablieferte, arbeitete er hauptsächlich für Giovanni Grimani, einen Kirchenmann, der für seine Antiquitäten bekannt war und viele Künstler unterstützte. Aspetti restaurierte Grimanis antike Statuen. Am Ende seines Lebens zog er nach Pisa zu Grimanis Großneffen und wandte sich bis zu seinem Tod von der Bronzeplastik mehr der Steinskulptur zu.